# جيم شورت
جيم شورت (بالإنجليزية: Jim Short)‏ هو دبلوماسي وسياسي أسترالي، ولد في 7 ديسمبر 1936 في شيبارتون في أستراليا. حزبياً، نشط في الحزب الليبرالي الأسترالي. وقد انتخب عضو مجلس النواب الأسترالي عن دائرة Division of Ballarat ‏ (13 ديسمبر 1975 – 18 أكتوبر 1980) وانتخب عضو مجلس الشيوخ الأسترالي ‏ عن دائرة فيكتوريا (1 ديسمبر 1984 – 12 مايو 1997).